# Fanal

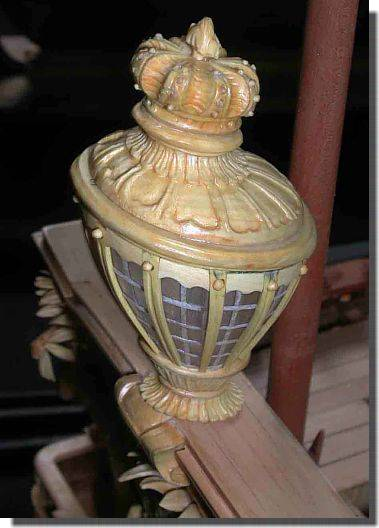
Fanal central de popa de la nave de 1680 L'Ambitieux

Se llama fanal al gran farol montado sobre una torre construida para dicho propósito en los puertos o parajes arriesgados de las costas. Se utiliza para aviso y gobierno de los navegantes. También recibe los nombres de faro, farol o farola y linterna.
También se llama así al farol de popa del navío o buque comandante de una escuadra o división.